# George Preca
George Preca, właśc. malt. Ġorġ Preca (ur. 12 lutego 1880 w Valletcie, zm. 26 lipca 1962 w Santa Venera) – maltański ksiądz i tercjarz karmelitański (OCarm.), pierwszy święty Maltańczyk Kościoła katolickiego.
Beatyfikowany 9 maja 2001 na Malcie przez papieża Jana Pawła II, kanonizowany 3 czerwca 2007 przez Benedykta XVI w Rzymie.
Jego wspomnienie liturgiczne obchodzone jest w dzienną pamiątkę śmierci lub beatyfikacji.